# Argamakowo (obwód riazański)
Argamakowo (ros. Аргамаково) – wieś (dieriewnia) w Rosji, w obwodzie riazańskim, w rejonie spasskim. W 2010 liczyła 362 mieszkańców.

## Urodzeni
- Wasilij Panfiłow - funkcjonariusz NKWD.